# アメリカ橋 (山川豊の曲)

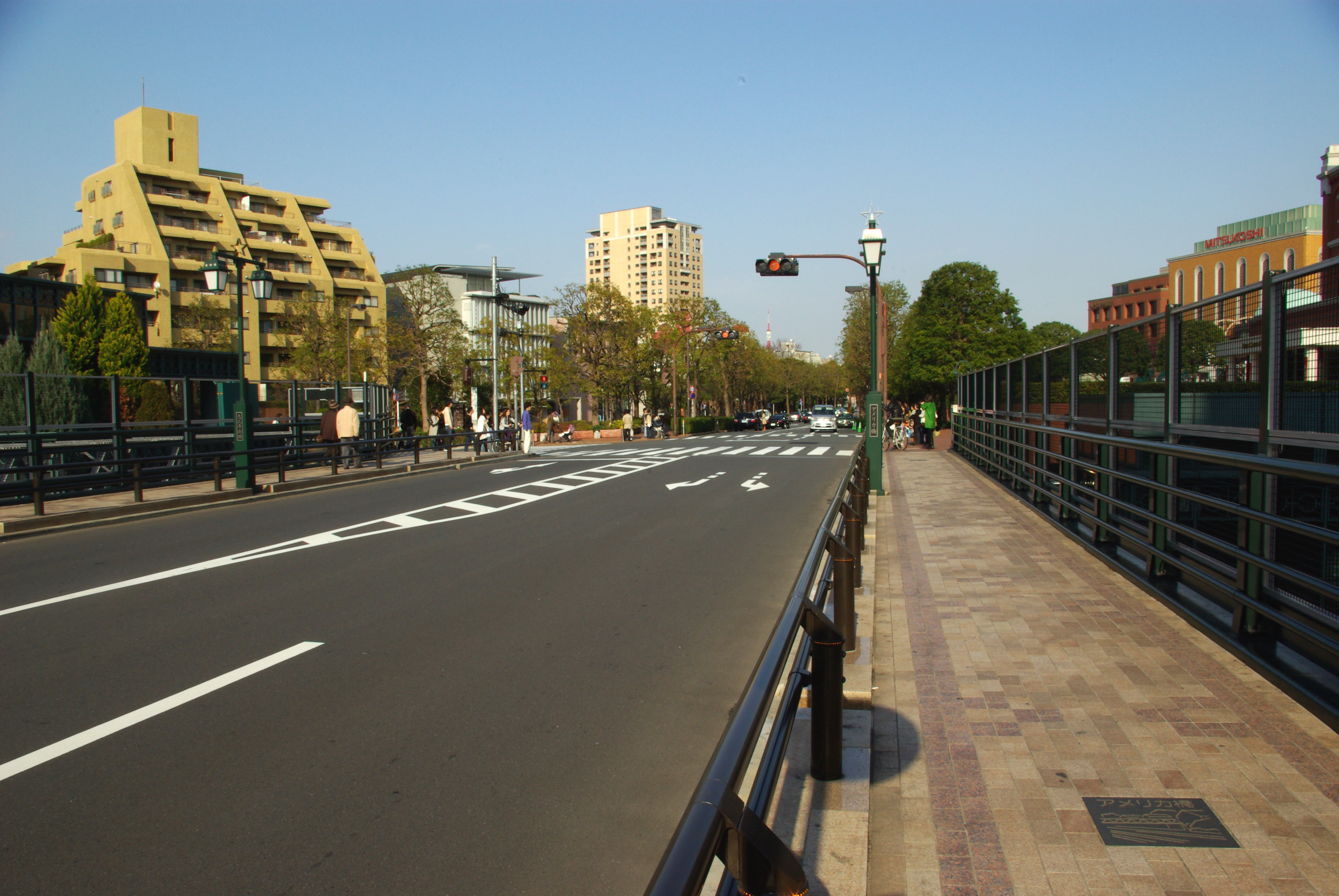
アメリカ橋の様子(2008年)

「アメリカ橋」（アメリカばし）は、1998年2月18日に発売された山川豊のシングル。

## 解説
山手線の恵比寿駅と目黒駅の間に実在する恵比寿南橋（通称：アメリカ橋）の情景と、かつての恋人同士の再会とその切ない別れを歌った歌である。作詞は山口洋子、作曲は平尾昌晃による。
TBS系（毎日放送制作）テレビドラマ『いのちの現場から』第5および第6シリーズの主題歌に起用された。
第31回日本作詩大賞大賞を受賞した。山川は、この曲で同年と翌年のNHK紅白歌合戦（第49回・第50回、NHK総合・ラジオ第1）に2年連続出場した。

## 収録曲
- 両楽曲共に、作詞：山口洋子／作曲：平尾昌晃／編曲：矢野立美

1. アメリカ橋（4分12秒）
※TBS系テレビドラマ『いのちの現場から 第5シリーズ』主題歌。
2. アメリカ橋（オリジナル・カラオケ）
3. 北国（3分46秒）
4. 北国（オリジナル・カラオケ）